# The Wrong Door
The Wrong Door is een Britse sketchshow die voor het eerst werd uitgezonden door BBC Three op 28 augustus 2008. Een compilatie van de serie werd in Nederland vanaf 31 augustus 2009 uitgezonden door BNN tijdens de experimentele televisieweek TV Lab.
The Wrong Door is de eerste comedyshow die in vrijwel iedere sketch gebruikmaakt van computeranimatie. De werktitel was The CGI Sketch Show, waarbij CGI staat voor Computer-generated imagery.
Er is één serie gemaakt van zes afleveringen en een afsluitende compilatieaflevering. De shows bevatten humor voor volwassenen.